# Vesalkletten
Der Vesalkletten (norwegisch für Kleiner Berg) ist ein 2358 m hoher Nunatak im ostantarktischen Königin-Maud-Land. Im Gebirge Sør Rondane ragt er im Südwesten der Blåklettane auf.
Wissenschaftler des Norwegischen Polarinstituts benannten ihn 1973.